# Автомобільні шляхи Словаччини

Автомобільні шляхи Словаччини

Автомобі́льні шляхи́ Словаччини — мережа доріг на території Словаччини, що об'єднує між собою населені пункти та окремі об'єкти та призначена для руху транспортних засобів, перевезення пасажирів та вантажів.
Дороги в Словаччині поділяються на автомагістралі і швидкісні автостради.
Ці дороги управляються державню Національною автомагістральною компанією Словаччини — NDS, створеною в 2005 році. Перша сучасна магістраль у Словаччині була в напрямку Праги, будівництво було розпочато 1969 року.
NDS обслуговує 484 км автомагістралей (diaľnica) і 262 км швидкісних доріг (rýchlostné cesty).

## Автомагістралі

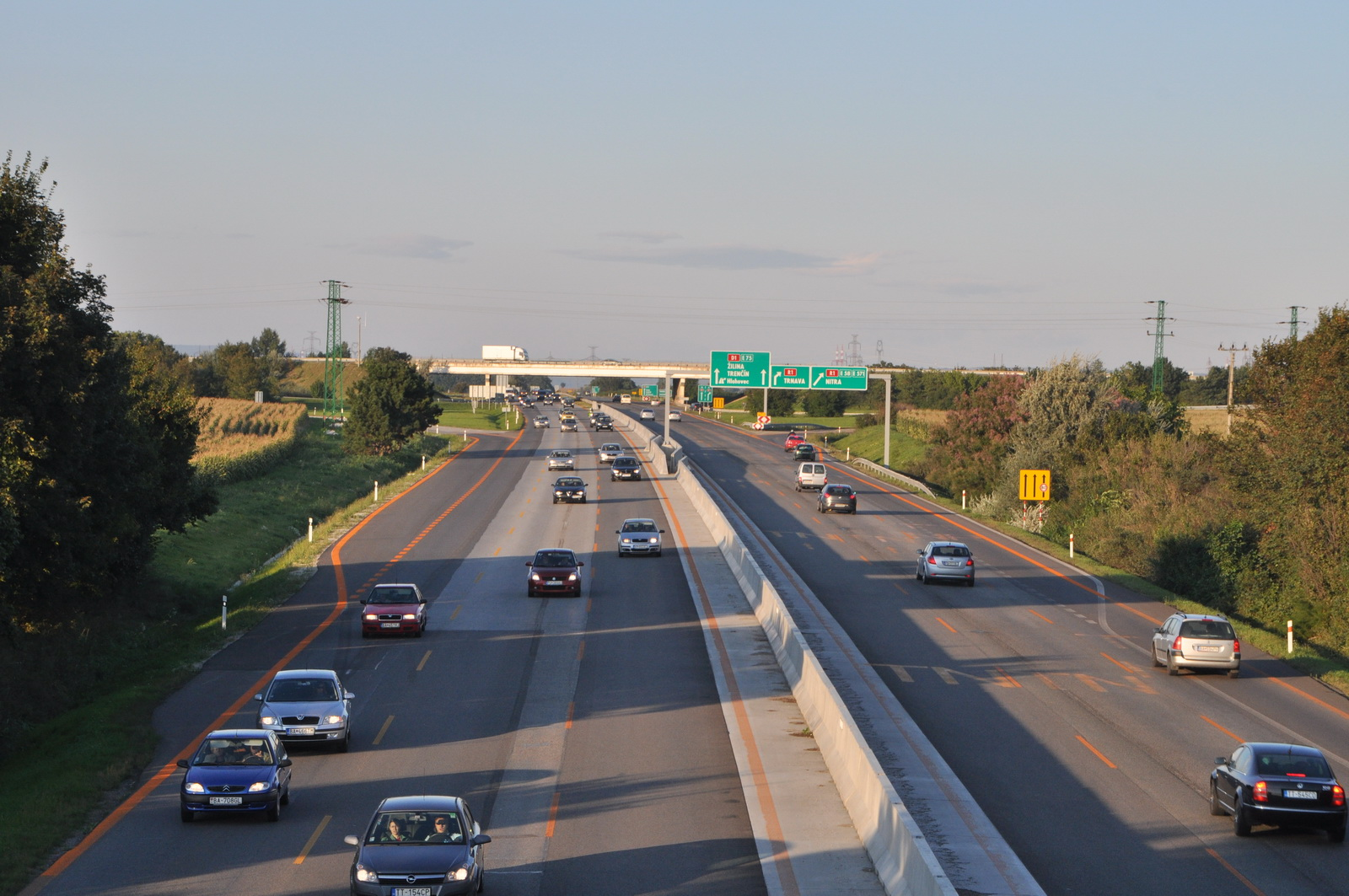
D1

| Знак          | Європейські шляхи | Маршрут       | Маршрут                                     | Маршрут             | Довжина (км) | Завершено (км) | Будується (км) | Мапа |
| Знак          | Європейські шляхи | З             | Через                                       | До                  | Довжина (км) | Завершено (км) | Будується (км) | Мапа |
| ------------- | ----------------- | ------------- | ------------------------------------------- | ------------------- | ------------ | -------------- | -------------- | ---- |
|               |                   | Братислава    | Трнава - Тренчин - Жиліна - Пряшів - Кошиці | Загор               | 516.4        | 365.8          | 54.5           |      |
|               |                   | Бродське      | Малацки - Братислава                        | Чуново              | 80.5         | 80.5           | -              |      |
|               |                   | Скаліте       | Чадця - Жиліна                              | Грічовське Подградє | 60.8         | 34.8           | 5.7            |      |
|               |                   | Яровце        | Обхід Братислави                            | Девінска Нова Вес   | 47.9         | 5.0            | 27.3           |      |
| Total length: | Total length:     | Total length: | Total length:                               | Total length:       | 705.6        | 486.1          | 87.5           |      |

## Швидкісні дороги

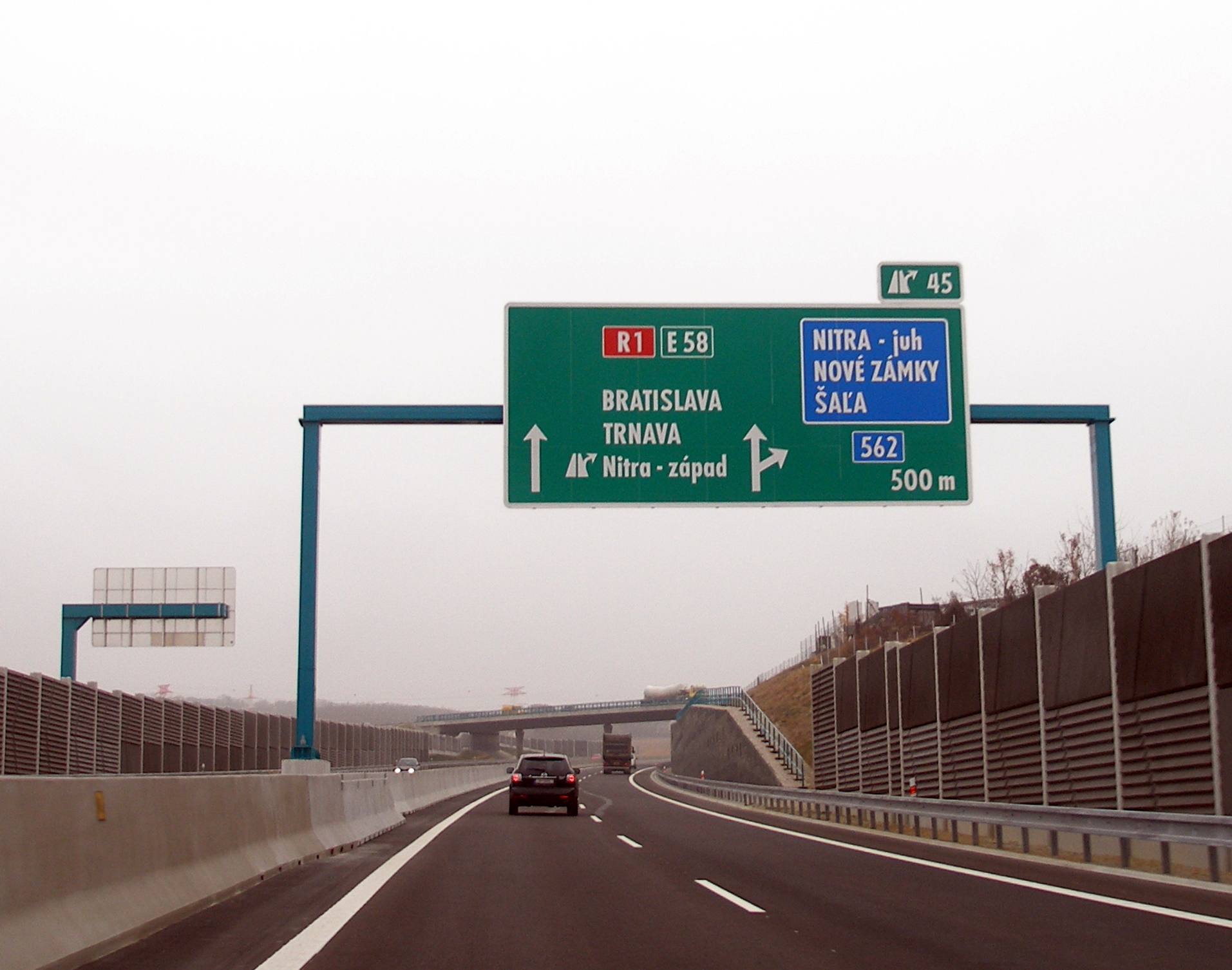
R1

| Знак          | Європейські шляхи | Маршрут          | Маршрут                                      | Маршрут       | Довжина (км) | Завершено (км) | Будується (км) | Мапа |
| Знак          | Європейські шляхи | З                | Через                                        | До            | Довжина (км) | Завершено (км) | Будується (км) | Мапа |
| ------------- | ----------------- | ---------------- | -------------------------------------------- | ------------- | ------------ | -------------- | -------------- | ---- |
|               |                   | Трнава           | Нітра - Зволен - Банська Бистриця            | Ружомберок    | 221.4        | 170.0          | 0              |      |
|               |                   | Тренчин          | Превідза - Зволен - Лученець                 | Кошиці        | 303.8*       | 53.6*          | 13.5           |      |
|               |                   | Трстена          | Мартін - Ж'яр-над-Гроном                     | Шаги          | 200*         | 19.7*          | 0              |      |
|               |                   | Вишній Комарник  | Свидник − Пряшів - Кошиці                    | Мілгость      | 73.9*        | 18.8*          | 4.3            |      |
|               |                   | Сврчіновец       |                                              | Сврчіновец    | 2.0          | 0              | 0              |      |
|               |                   | Лиса-під-Макитоу | Пухов                                        | Белуша        | 25.9         | 2.7            | 0              |      |
|               |                   | Братислава       | Дунайська Стреда - Нове Замки - Вельки Кртіш | Лученець      | 218.9        | 0              | 32.2           |      |
|               |                   | Нітра            | Топольчани                                   | Градиште      | 54.6         | 0              | 0              |      |
| Total length: | Total length:     | Total length:    | Total length:                                | Total length: | 1100.5       | 264.8          | 50.0           |      |

## Див також
- Транспорт Словаччини